# Limba turkmenă
Limba turkmenă este limba oficială a Turkmenistanului.

## Descriere
Turkmenă este o limbă care aparține grupului limbilor turcice, din familia limbilor altaice. Este vorbită în Asia Centrală, îndeosebi în Turkmenistan, unde este limba națională, și în țările vecine (Iran, Uzbekistan și Afganistan)
Limba turkmenă este o limbă aglutinantă și se caracterizează prin armonie vocalică (ca și azera sau limba maghiară). Nu posedă gen gramatical și nici verbe neregulate.
Ordinea generală în propoziție este: subiect, obiect, verb.

## Alfabetul turkmen
Limba turkmenă a fost scrisă cu un alfabet arab adaptat, apoi cu un alfabet latin, până în anul 1940, când Statul Sovietic a impus alfabetul chirilic adaptat scrierii limbii turkmene. După obținerea independenței Turkmenistanului, în anul 1991, alfabetul oficial este o variantă a alfabetului latin, cu unele diacritice (ş, ä, ý, ç, ň), similare alfabetului limbii turce și altor limbi turcice.